# Right Thoughts, Right Words, Right Action
Albums de Franz Ferdinand
Tonight: Franz Ferdinand 
(2009) Always Ascending
(2018)
Singles
1. Right Action
2. Love Illumination

Right Thoughts, Right Words, Right Action est le quatrième album de groupe de rock écossais Franz Ferdinand sorti le 26 août 2013.
Le 19 août 2013, l'album est mis en écoute intégrale sur le site Deezer.

## Pistes
| No  | Titre                      | Durée |
| --- | -------------------------- | ----- |
| 1.  | Right Action (single)      | 3:02  |
| 2.  | Evil Eye                   | 2:47  |
| 3.  | Love Illumination (single) | 3:44  |
| 4.  | Stand On The Horizon       | 4:23  |
| 5.  | Fresh Strawberries         | 3:21  |
| 6.  | Bullet                     | 2:43  |
| 7.  | Treason! Animals .         | 4:07  |
| 8.  | The Universe Expanded      | 4:34  |
| 9.  | Brief Encounters           | 3:09  |
| 10. | Goodbye Lovers And Friends | 3:15  |